# 司馬流
司馬流（—327年），字子玉，晉朝宗室。生性膽怯，也不通曉軍事。咸和二年（327年）冬十一月，歷陽太守蘇峻、豫州刺史祖約等在江西以討伐庾亮為名發動叛亂。晉朝（東晉）都城建康戒嚴，晉朝朝廷讓護軍將軍、中書令庾亮擔任征討都督，振威將軍司馬流為左將軍，率領軍隊抵抗蘇峻。當時司馬流率領水軍和步兵共二千餘人北上，駐守慈湖（姑孰），遇到了蘇峻、祖約叛軍的將領韩晃前來進攻。司馬流非常害怕，作戰前緊張到連飯都吃不下去。最後還是不得已率部隊與叛軍在慈湖交戰，司馬流不幸兵敗身亡。